# 美國期貨業協會
美國期貨業協會（英語：Futures Industry Association，簡稱FIA）是由美國期貨佣金商所組成的貿易協會。期貨佣金商類似於經紀人；它們是接受商品期货訂單和付款以在期貨交易所執行的實體。